# Amomum ochreum
Amomum ochreum är en enhjärtbladig växtart som beskrevs av Henry Nicholas Ridley. Amomum ochreum ingår i släktet Amomum och familjen Zingiberaceae. Inga underarter finns listade i Catalogue of Life.